# Philippe Heberlé
Philippe Louis Marius Heberlé (* 21. März 1963 in Belfort) ist ein ehemaliger französischer Sportschütze.

## Erfolge
Philippe Heberlé wurde 1983 in Innsbruck und 1985 in Mexiko-Stadt jeweils im Einzel- als auch im Mannschaftswettbewerb Weltmeister mit dem Luftgewehr. Beide Male war Jean-Pierre Amat Teil der französischen Mannschaft, während 1983 noch Michel Bury und 1984 Dominique Maquin zum Team gehörten. Dazwischen nahm Heberlé an den Olympischen Spielen 1984 in Los Angeles teil, bei denen er mit 589 Punkten den ersten Rang belegte und somit Olympiasieger wurde.